# Ella Koblo Gulama
Artykuł ten został zgłoszony do umieszczenia na stronie głównej w rubryce „Czy wiesz”.
Pomóż nam go sprawdzić: oceń zgłoszoną nominację.
Ella Koblo Gulama (ur. 26 stycznia 1921 w Kaiyambie, zm. 10 września 2006 w Sierra Leone) – sierraleońska polityczka. Pierwsza kobieta wybrana do parlamentu oraz pierwsza kobieta na stanowisku ministerskim w Sierra Leone oraz pierwsza kobieta w rządzie państwa w Afryce Zachodniej i Afryce Subsaharyjskiej.

## Życiorys

### Młodość, edukacja i kariera zawodowa
Gulama urodziła się 26 stycznia 1921 w Kaiyambie, w dystrykcie Moyamba, w Prowincji Południowej Sierra Leone. Jej ojciec, Julius Gulama, był nauczycielem w szkole dla dziewcząt, pracował przy budowie kolei w Sierra Leone oraz był weteranem I wojny światowej.
W 1928 roku rozpoczęła naukę w szkole podstawowej Harford School. W tym samym roku jej ojciec uzyskał tytuł Paramount Chief dystryktu Moyamba. Po ukończeniu szkoły średniej, w 1939 roku przeprowadziła się Freetown, stolicy kraju, oraz rozpoczęła studia w Women Teachers Training College. Po ukończeniu studiów w 1941 roku rozpoczęła pracę w ministerstwie edukacji, gdzie odpowiadała za nadzór nad nauczycielami w Prowincji Południowej, jako pierwsza kobieta na tym stanowisku. Jej kariera była nietypowa, gdyż w latach 40. kobiety (zwłaszcza niezamężne) zazwyczaj nie posiadały tak wysokiego wykształcenia, nie zajmowały tak wysokich pozycji, a tym bardziej nie były odpowiedzialne za nadzór nad pracą mężczyzn.

### Działalność polityczna
Po śmierci swojego ojca, Juliusa Gulamy, w 1951 wzięła udział w wyborach na jego następcę jako jedyna kobieta z 16 kandydatów. Pomimo wielu działań mających na celu jej dyskwalifikację (głównie skupiających się na jej płci oraz braku precedensu wybrania kobiety na to stanowisko), po trwającym ponad dwa lata procesie wygrała wybory w 1953 roku. Lokalni urzędnicy odmówili wręczenia jej insygniów oraz nie chcieli zgodzić się na objęcie przez nią urzędu. Gulama oraz jej zwolennicy zwrócili się o pomoc do brytyjskiej Izby Gmin (Sierra Leone była wtedy kolonią korony brytyjskiej), która rozpoznała sprawę na jej korzyść i nakazała rozpoznanie wyników wyborów przez gubernatora. W trakcie jej rządów dystrykt Moyamba stał się pierwszym regionem w kraju, w którym kobiety objęły stanowiska radnych okręgowych.
Z powodzeniem wystartowała w wyborach generalnych w Sierra Leone w 1957 roku, zdobywając jeden z mandatów zarezerwowanych dla paramount chief w parlamencie Sierra Leone. Została pierwszą kobietą wybraną do parlamentu w historii kraju oraz jedyną, która została wybrana do czasu uzyskania przez Sierra Leone niepodległości w 1961 roku. Uzyskała reelekcję w wyborach generalnych w Sierra Leone w 1962 roku. Po ukonstytuowaniu się nowej kadencji parlamentu została mianowana na stanowisko ministerskie, stając się pierwszą kobietą na takiej pozycji w krajach Afryki Zachodniej i Afryki Subsaharyjskiej.

### Życie prywatne, pozostała działalność i śmierć
27 kwietnia 1946 wyszła za mąż za Bai Koblo Pathbana II. Zmarła 10 września 2006 w Sierra Leone.